# Linda Sällström
Linda Charlotta Sällström, född 13 juli 1988 i Vanda, är en finländsk fotbollsspelare (anfallare) i svenska Vittsjö GIK som bland annat spelat för den franska klubben Paris FC. Hon spelar även för det finska landslaget.

## Klubbkarriär
Sällströms moderklubb är KOPSE. Därefter spelade hon för TiPS i Finlands högsta division. Inför säsongen 2008 gick Sällström till Djurgårdens IF.
I december 2009 värvades Sällström av Linköpings FC. Den 21 mars 2010 gjorde hon ett mål när Linköping besegrade Umeå IK med 2–0 och vann Supercupen. Under sin tid i klubben råkade Sällström ut för tre korsbandsskador. Efter säsongen 2014 fick hon inte förlängt kontrakt.
I november 2014 värvades Sällström av Vittsjö GIK. Den 25 maj 2017 gjorde hon ett hattrick i en 4–1-vinst över Djurgårdens IF. Säsongen 2017 gjorde Sällström totalt 15 mål på 22 matcher i Damallsvenskan och slutade på andra plats i skytteligan. I december 2017 förlängde hon sitt kontrakt med ett år.
I juli 2018 blev hon klar för Paris FC i den franska högstadivisionen. Hon gjorde sitt första mål för klubben redan efter tio minuter i debuten mot Guingamp.
I slutet av 2021 meddelade hon att hon återvänder till Vittsjö GIK och har skrivit på för 1 + 1 år, samt ämnar hon fortsätta sina läkarstudier i Lund. Tiden i PSG var mindre framgångsrik, och präglades av skador. "Här får jag bästa förutsättningarna för att förbereda mig för EM 2022", tillade hon. I december 2023 förlängde Sällström sitt kontrakt i klubben med två år.